# World Wide Web (sång)
"World Wide Web" är en låt skriven av sångaren och kompositören Nick Borgen och var Borgens bidrag till den svenska Melodifestivalen 1997. Bidraget slutade på nionde plats. Texten var tidstypisk i en tid då det moderna Internet var någonting nytt. Den släpptes 1997 även på singel.
Vid framförandet körade Helen Wellton.
2011 kunde låten höras i TV-reklamen för Telenor.

### Fotnoter
1. ↑  ”Alex Schulman svävar på moln”. 5 september 2011. Arkiverad från originalet den 20 oktober 2011. https://web.archive.org/web/20111020211640/http://resume.se/nyheter/2011/09/05/alex-schulman-i-telenorfil/. Läst 15 september 2011.